# Liste der Mitglieder der Deutschen Akademie der Naturforscher Leopoldina/1731
Die Liste der Mitglieder der Deutschen Akademie der Naturforscher Leopoldina für 1731 enthält alle Personen, die im Jahr 1731 zum Mitglied ernannt wurden. Insgesamt gab es fünfzehn neu gewählte Mitglieder.

## Mitglieder
| Nr. | Name                            | Beiname             | Geboren       | Aufnahme | Gestorben     | Bild | Datenbank |
| --- | ------------------------------- | ------------------- | ------------- | -------- | ------------- | --- | --------- |
| 420 | Johann Anderson                 | Marcus Cato         | 14. März 1674 | 11. Jan. | 3. Mai 1743   | Kupferstich Johann Andersons von Christian Fritzsch.                                                         | 1587      |
| 421 | Johann Heinrich von Spreckelsen | Antonius Castor     | 1691          | 12. Jan. | 1764          | | 2527      |
| 422 | Johann Christian Wolf           | Aratus              | 1690          | 12. Jan. | 1770          | Johann Christian Wolf, Gemälde von Theodor Friedrich Stein in der Staats- und Universitätsbibliothek Hamburg | 5434      |
| 423 | Lorenz Anton Dercum             | Agathinus I.        |               | 30. Apr. |               | | 2415      |
| 424 | Johann Gottfried von Hahn       | Dexius I.           | 18. Jan. 1694 | 1. Mai   | 1. Mai 1753   | Johann Gottfried von Hahn, Medizinalrat in Breslau                                                           | 3618      |
| 425 | Georg Erhard Hamberger          | Ctesibus            | 21. Dez. 1697 | 18. Mai  | 22. Juli 1755 | Georg Erhard Hamberger                                                                                       | 3632      |
| 426 | Johann Ernst Hebenstreit        | Cratevas II.        | 15. Jan. 1703 | 30. Jun. | 5. Dez. 1757  | | 3709      |
| 427 | Johann Thomas Brini             | Philagrius II.      |               | 22. Jun. |               | | 2159      |
| 428 | Johann Jacob Lerche             | Moschus             | 27. Dez. 1703 | 23. Jun. | 23. März 1780 | | 4929      |
| 429 | Hermann Friedrich Teichmeyer    | Democritus II.      | 30. Apr. 1685 | 16. Aug. | 5. Feb. 1744  | | 6887      |
| 430 | Johann Philipp Wolff            | Cleon I.            | 3. Juli 1705  | 1. Okt.  | 11. Apr. 1749 | | 7344      |
| 431 | Christian Gottlieb Schwarz      | Nigidius Figulus I. | 4. Sep. 1675  | 30. Okt. | 24. Feb. 1751 | | 6601      |
| 432 | Johann Nicolaus Weiss           | Agathinus II.       | 9. Jan. 1702  | 13. Nov. | 5. Juli 1783  | | 7213      |
| 433 | Balthasar Ehrhart               | Lysias              | 1700          | 26. Nov. | 1756          | | 2600      |
| 434 | Georg Friedrich Gutermann       | Agapetus            | 1705          | 22. Dez. |               | | 3583      |